# Зацепский тупик
Заце́пский тупи́к — небольшая улица в центре Москвы в Замоскворечье от улицы Зацепа.

## История
Возник в XIX веке. Название тупика, так же как и улицы Зацепа, возникло благодаря заставе. Здесь, у бывших Коломенских ворот, существовала таможенная застава для досмотра возов с товарами. Для организации очереди на досмотр подступ к таможне был огражден железной цепью. За нею вскоре появились лавочки, палатки, харчевни и образовалась улица «за цепью» — Зацепа.

## Описание
Зацепский тупик начинается от улицы Зацепа, проходит на юг и кончается тупиком на заднем дворе здания Российской экономической академии им. Плеханова (Стремянный переулок, 36).

## Здания и сооружения
По нечётной стороне:
По чётной стороне: